# Rue Carnot (Vernon)
Pour l’article homonyme, voir Rue Carnot.
La rue Carnot (rue Sadi-Carnot selon les plaques de rue) est une voie de la commune française de Vernon.

## Situation et accès
Située dans le centre ville ancien de Vernon, elle est axée d'ouest en est du boulevard du Maréchal-Leclerc à la place de Paris,. Elle est depuis 2018 en grande partie piétonne.
Rues adjacentes
- rue Porte Hachette
- rue de l'Ange
- rue du Pont
- rue d'Albufera
- rue de la Boucherie
- place Adolphe-Barette
- rue Saint-Sauveur
- rue du Chapitre
- rue des Pontonniers
- rue Saint-Jacques

## Origine du nom
Cette rue rend hommage à l'homme politique Sadi Carnot (1837-1894), président de la République française de 1887 à 1894, assassiné dans ses fonctions.

## Historique
Antérieurement, la voie est dénommée Grande Rue sur le cadastre de 1825,.
Le ministre des travaux publics du ministère Jules Ferry et futur président de la République Sadi Carnot avait rendu visite à Jules Vattier, maire de Vernon, en 1885 d'après Le Progrès, organe de presse du Parti Radical de l'Eure.
Lors de la Reconstruction, la rue Carnot est insérée dans le lotissement concerté dit Reconstruction du centre ville.
Georges Azémia, maire depuis 1946 , s'attache alors à déporter la circulation de la rue Carnot vers le bord de Seine, en faisant se relier par un nouveau tronçon de la route nationale 181 passant sous le tablier du futur pont Clemenceau (1950) les avenue de Rouen et de Paris.

## Bâtiments remarquables et lieux de mémoire
À l'angle formé avec la rue du Pont est implanté le musée Alphonse-Georges-Poulain, musée municipal,.
Dans la partie située entre le boulevard du Maréchal-Leclerc et la place Adolphe-Barette, où se situe la collégiale Notre-Dame de Vernon ( Classée MH (1862)) et l'hôtel de ville de Vernon, il y a un ensemble de maisons à colombages des XVIe et XVIIe siècles reconnaissables à leurs ouvertures hautes et étroites, comme par exemple la maison du Temps Jadis ( Classée MH (1924)) ou l'immeuble Benac ( Inscrit MH (1926)).
À la jonction avec la place de Paris : fontaine Chérence, fontaine du XIXe siècle.